# 田州女郎
田州女郎（日语：テネシーガール）是美國出生的純種競賽馬匹。生涯活躍於短途一哩賽事，曾在1999年勝出夢幻錦標及在2001年勝出人馬錦標，亦曾在高松宮紀念跑獲季軍。

## 出賽前
1997年3月14日出生於美國一個由當地人T. L. Folkerth管理的牧場，成長途中被日本馬主平井豐光購入並引入日本。
其後交由栗東訓練中心練馬師坪正直訓練。

## 競賽生涯

### 3歲（現2歲）
1999年7月11日出戰函館競馬場3歲新馬戰，比賽途中一直留守先頭第二的位置，但於直路上未能維持速度，被對手趕過下跑獲第四。
1星期後隨即出戰另一場3歲新馬戰，本次比賽採用領放戰術，一直處於隊伍最先頭的位置下在直路繼續維持走勢，最終跑出全場最快末腳速度下以3 1/2馬位取得勝利。
8月1日挑戰函館三歲錦標，繼續採用用領放戰術下在直路逐步加速，但可惜在最後一步被一直跟隨的Angel Caro超越取得第二。
其後以公開賽桔梗錦標作為目標，保持在先頭位置下於直路未能展現出優秀的加速，最終僅跑獲第五。
10月9日繼續出戰公開賽紅葉錦標，本次比賽重新使用領放戰術，但和函館兩歲一樣在最後關頭被對手超越以第二落敗。
1個月後返回分級賽以夢幻錦標作為目標，比賽隨即搶出進佔領放位置，於比賽途中以較為穩定的步速帶領馬群前進。進入直路後，其繼續保持此前的走勢開始加速，逐步帶離對手下表現出明顯的優勢，最終拉開後方3馬位取得首個分級賽冠軍。
年末挑戰一級賽阪神三歲牝馬錦標，比賽初段由於勝山鈴駒以更主動的節奏佔先，其選擇維持在對手後方第二的位置展開推進。進入直路後，其雖然嘗試加速上前但未完全進入狀態，最終未能追上勝山鈴駒下更被其他對手超越，以第九的戰績完賽。

### 4歲（現3歲）
2000年上半年因蹄部稍微出現問題而休養，直至6月才在中日體育賞四歲錦標中復出，然而未能跑出優秀表現下在直路完全失勢，以第十二名大敗。
其後在夏季出自公開賽札幌日刊體育盃，比賽初段成功搶位下進行領放，最終一放到底下以2馬位取得勝利。
進入秋季，其繼續以短途戰線作為目標，然而在人馬錦標中跑獲第十二，於天鵝錦標更以第十五大敗。
雖然11月在仙女座錦標中回復狀態僅敗於目白情人取得亞軍，但於年末出戰二級賽CBC賞再度以第九的名次落敗。

### 4歲[a]
2001年首戰為淀短距離錦標，保持良好節奏在最前方領放下於直路成功堅守大部份路程，最終僅被Dantsu Cast追過取得第二。
2月4日以絲路錦標作為目標，然而比賽初段領放時受到後方Dantsu Cast及Key Gold的壓迫，最終在直路力盡失速以第九落敗。
3月按照計劃出戰高松宮紀念，賽前因近績不佳而為第十六人氣的大冷門。比賽初段，其迅速在起步的第18檔內閃進佔位置，面對前方的目白情人及Symboli Sword下維持自身的節奏。進入直路後，其開始加速透出並超越前方對手，最終亦能堅守位置，僅被多樂星及黑鷹追過下爆冷取得季軍。
其後於夏季前往北海道出戰賽事，但受到骨膜炎的影響下未能在UHB盃和函館短途錦標中發揮表現，分別以第五及第四落敗。
進入秋季其再度以人馬錦標作為起動戰，比賽初段順利搶佔位置下保持領放的姿態，於彎道處開始發力準備加速。進入直路後，其以不俗的姿態於前方堅守位置，最終成功壓制嘗試衝前的大德大和及金鎮之光，取得第二個分級賽冠軍。
然而其後在年間的賽事並未能維持水準，出戰短途馬錦標因失速以第十二落敗，在福島民友盃中因中段放緩節奏又未能重新上前而取得第十，年末的CBC賞更以第十四大敗。

### 5歲
2002年首戰直接為高松宮紀念，然而其繼續維持上年年末的頹勢，在直路毫無衝刺反應下不斷後退，最終以第十六的戰績完賽。
賽後，陣營考慮其近來的表現，決定安排其退役。

### 詳細賽績
| 日期       | 舉辦國家 | 馬場 | 距離   | 級別 | 賽事名稱           | 負重 | 騎師     | 馬號 | 出馬 | 名次 | 時間   | 頭馬（二馬）           |
| ---------- | -------- | ---- | ------ | ---- | ------------------ | ---- | -------- | ---- | ---- | ---- | ------ | ---------------------- |
| 11/7/1999  | 日本     | 函館 | 草1200 |      | 3歲新馬            | 53   | 山田和廣 | 10   | 10   | 4    | 1:12.5 | Bold Lapie             |
| 17/7/1999  | 日本     | 函館 | 草1000 |      | 3歲新馬            | 53   | 山田和廣 | 6    | 10   | 1    | 0:58.5 | （Nihon Pillow Lotus） |
| 1/8/1999   | 日本     | 函館 | 草1200 | GIII | 函館三歲錦標       | 53   | 山田和廣 | 1    | 14   | 2    | 1:11.3 | Angel Caro             |
| 18/9/1999  | 日本     | 阪神 | 草1400 | OP   | 桔梗錦標           | 54   | 山田和廣 | 5    | 16   | 5    | 1:23.5 | 勝山鈴駒               |
| 9/10/1999  | 日本     | 京都 | 草1200 | OP   | 紅葉錦標           | 54   | 山田和廣 | 4    | 10   | 2    | 1:08.6 | End Appeal             |
| 6/11/1999  | 日本     | 京都 | 草1400 | GIII | 夢幻錦標           | 53   | 山田和廣 | 2    | 16   | 1    | 1:22.1 | （Glow Ribbon）        |
| 5/12/1999  | 日本     | 阪神 | 草1600 | GI   | 阪神三歲牝馬錦標   | 53   | 山田和廣 | 13   | 14   | 5    | 1:36.1 | 勝山鈴駒               |
| 11/6/2000  | 日本     | 中京 | 草1200 | GIII | 中日體育賞四歲錦標 | 55   | 福永祐一 | 4    | 18   | 12   | 1:10.9 | Yuwa Falcon            |
| 6/8/2000   | 日本     | 札幌 | 草1000 | OP   | 札幌日刊體育盃     | 52   | 山田和廣 | 7    | 7    | 1    | 0:56.7 | （Symboli Sword）      |
| 10/9/2000  | 日本     | 阪神 | 草1200 | GIII | 人馬錦標           | 53   | 山田和廣 | 1    | 16   | 12   | 1:08.4 | 流行金曲               |
| 28/10/2000 | 日本     | 京都 | 草1400 | GII  | 天鵝錦標           | 53   | 山田和廣 | 6    | 17   | 15   | 1:22.4 | 大德大和               |
| 26/11/2000 | 日本     | 京都 | 草1200 | OP   | 仙女座錦標         | 53   | 山田和廣 | 14   | 17   | 2    | 1:08.1 | 目白情人               |
| 16/12/2000 | 日本     | 中京 | 草1200 | GII  | CBC賞              | 53   | 山田和廣 | 2    | 16   | 9    | 1:08.9 | 多樂星                 |
| 13/1/2001  | 日本     | 京都 | 草1200 | OP   | 淀短距離錦標       | 53   | 山田和廣 | 3    | 11   | 2    | 1:08.4 | Dantsu Cast            |
| 4/2/2001   | 日本     | 京都 | 草1200 | GIII | 絲路錦標           | 55   | 武幸四郎 | 12   | 14   | 9    | 1:09.4 | 多樂星                 |
| 25/3/2001  | 日本     | 中京 | 草1200 | GI   | 高松宮紀念         | 55   | 山田和廣 | 18   | 18   | 3    | 1:08.8 | 多樂星                 |
| 10/6/2001  | 日本     | 函館 | 草1200 | OP   | UHB盃              | 54   | 山田和廣 | 11   | 11   | 5    | 1:10.3 | 大樹寶藏               |
| 1/7/2001   | 日本     | 函館 | 草1200 | GIII | 函館短途錦標       | 54   | 山田和廣 | 13   | 14   | 4    | 1:10.4 | 目白情人               |
| 9/9/2001   | 日本     | 阪神 | 草1200 | GIII | 人馬錦標           | 55   | 山田和廣 | 8    | 13   | 1    | 1:08.1 | （大德大和）           |
| 30/9/2001  | 日本     | 中山 | 草1200 | GI   | 短途馬錦標         | 55   | 山田和廣 | 11   | 12   | 12   | 1:08.3 | 多樂星                 |
| 28/10/2001 | 日本     | 福島 | 草1200 | OP   | 福島民友盃         | 55   | 山田和廣 | 7    | 14   | 10   | 1:09.2 | Yuwa Falcon            |
| 15/12/2001 | 日本     | 中京 | 草1200 | GII  | CBC賞              | 55   | 山田和廣 | 12   | 15   | 14   | 1:10.7 | 加冕                   |
| 24/3/2002  | 日本     | 中京 | 草1200 | GI   | 高松宮紀念         | 55   | 山田和廣 | 17   | 18   | 16   | 1:11.1 | 湘南之戰               |

a 

## 退役後
退役後，田州女郎成為了配種馬，被送往美國休養，在2003年配種。首匹子嗣A Shin Turbo於2004年出生，可於2006年出賽。2012年12月15日，A Shin Memphis在愛知盃取勝，成為首匹勝出分級賽的子嗣。
2008年在懷有子嗣的在狀態下返回日本，在北海道浦河町三嶋牧場休養。
2010年7月23日，其因蹄葉炎死亡，享年13歲。

### 主要子嗣

#### 分級賽優勝子嗣
2008年生
- A Shin Memphis（愛知盃）

### 詳細繁殖資料
| 數目   | 馬名             | 出生年 | 性別 | 父系            | 練馬師                         | 馬主                 | 戰績                                  |
| ------ | ---------------- | ------ | ---- | --------------- | ------------------------------ | -------------------- | ------------------------------------- |
| 首匹   | A Shin Turbo     | 2004   | 雌   | Broad Brush     | 美浦・大久保洋吉               | 榮進堂               | 37戰3冠4亞5季（退役・繁殖）           |
| 第二匹 | A Shin to Go     | 2005   | 雌   | Gone West       | 栗東・中竹和也 →笠松・伊藤強一 | 平井宏承 →小野木雅浩 | 4戰0冠0亞0季（退役・繁殖）            |
|        | （未配種）       |        |      |                 |                                |                      |                                       |
| 第三匹 | A Shin Amaterasu | 2007   | 雌   | Tale of the Cat | 栗東・西園正都                 | 榮進堂               | 1戰0冠0亞0季（退役・繁殖）            |
| 第四匹 | A Shin Memphis   | 2008   | 雌   | 金獎章          | 栗東・野中賢二                 | 榮進堂               | 17戰5冠2亞2季（退役・繁殖） 分級賽1勝 |
| 第五匹 | 田州女郎2009     | 2009   |      | 愛麗速子        |                                |                      | （出生後夭折）                        |
|        | （未配種）       |        |      |                 |                                |                      |                                       |
|        | （未配種）       |        |      |                 |                                |                      |                                       |

## 血統簡介
父系Pine Bluff為美國賽駒，生涯戰績優秀，曾勝出美國三冠中的必利時錦標，亦於貝蒙錦標跑獲季軍。祖父單色爲美國賽駒，生涯三場全勝後因傷退役，退役後成爲著名種馬，現以確立爲一支獨立的系統。
母系Java Magic為美國賽駒，生涯出戰五場賽取得一勝。外祖父Java Gold為美國賽駒，生涯戰績彪炳，曾勝出Remsen錦標、卓華斯錦標、萬寶路盃邀請讓賽及韋特尼讓賽四項一級賽。

### 血統表
| 父線：單色系（北地舞人系）                                    |                              |                 |                 |
| 種馬 Pine Bluff 1989年（棗色）                                | 單色 1974年（棗色）          | 北地舞人        | 新北區          |
| 種馬 Pine Bluff 1989年（棗色）                                | 單色 1974年（棗色）          | 北地舞人        | Natalma         |
| 種馬 Pine Bluff 1989年（棗色）                                | 單色 1974年（棗色）          | Pas de Nom      | Admirals Voyage |
| 種馬 Pine Bluff 1989年（棗色）                                | 單色 1974年（棗色）          | Pas de Nom      | Petitioner      |
| 種馬 Pine Bluff 1989年（棗色）                                | Rowdy Angel 1979年（棗色）   | Halo            | Hail to Reason  |
| 種馬 Pine Bluff 1989年（棗色）                                | Rowdy Angel 1979年（棗色）   | Halo            | Cosmah          |
| 種馬 Pine Bluff 1989年（棗色）                                | Rowdy Angel 1979年（棗色）   | Ramhyde         | Rambunctious    |
| 種馬 Pine Bluff 1989年（棗色）                                | Rowdy Angel 1979年（棗色）   | Ramhyde         | Castle Hyde     |
| 繁殖雌馬 Java Magic 1990年（棗色）                            | Java Gold 1984年（棗色）     | Key to the Mint | Graustark       |
| 繁殖雌馬 Java Magic 1990年（棗色）                            | Java Gold 1984年（棗色）     | Key to the Mint | Key Bridge      |
| 繁殖雌馬 Java Magic 1990年（棗色）                            | Java Gold 1984年（棗色）     | Javamine        | 尼真斯基        |
| 繁殖雌馬 Java Magic 1990年（棗色）                            | Java Gold 1984年（棗色）     | Javamine        | Dusky Evening   |
| 繁殖雌馬 Java Magic 1990年（棗色）                            | Castle Royale 1978年（棗色） | Slday Castle    | Tudor Melody    |
| 繁殖雌馬 Java Magic 1990年（棗色）                            | Castle Royale 1978年（棗色） | Slday Castle    | Queen of Speed  |
| 繁殖雌馬 Java Magic 1990年（棗色）                            | Castle Royale 1978年（棗色） | Dotsie Go       | Clandestine     |
| 繁殖雌馬 Java Magic 1990年（棗色）                            | Castle Royale 1978年（棗色） | Dotsie Go       | Gay Rose        |
| 雌系：號族：1-n                                               |                              |                 |                 |
| 五代內近親交配：北地舞人 3×5、Princequillo 5×5、Almahmoud 5×5 |                              |                 |                 |

## 命名由來
名字中，Tennessee（テネシー）為馬主平井豐光的其中一個冠名，出自美國田納西州之名字（一說聯想自榮進田州的名字），香港採簡化的「田州」作為翻譯，Girl（ガール）意思為女孩，香港則翻譯為「女郎」。

## 外部連結
- 田州女郎 netkeiba.com
- 血統表